# Episodi di Justified (quinta stagione)
La quinta stagione della serie televisiva Justified è stata trasmessa in prima visione negli Stati Uniti d'America sul canale via cavo FX dal 7 gennaio all'8 aprile 2014.
In Italia la stagione è andata in onda sul canale satellitare AXN dal 6 aprile al 18 maggio 2015.
| nº | Titolo originale           | Titolo italiano       | Prima TV USA     | Prima TV Italia |
| -- | -------------------------- | --------------------- | ---------------- | --------------- |
| 1  | A Murder of Crowes         | Omicidio in famiglia  | 7 gennaio 2014   | 6 aprile 2015   |
| 2  | The Kids Aren't All Right  | Traffici pericolosi   | 14 gennaio 2014  | 6 aprile 2015   |
| 3  | Good Intentions            | L'oro di Monroe       | 21 gennaio 2014  | 13 aprile 2015  |
| 4  | Over the Mountain          | Trappola in montagna  | 28 gennaio 2014  | 13 aprile 2015  |
| 5  | Shot All to Hell           | Un morto dopo l'altro | 4 febbraio 2014  | 20 aprile 2015  |
| 6  | Shoot the Messenger        | Uccidi il messaggero  | 11 febbraio 2014 | 20 aprile 2015  |
| 7  | Raw Deal                   | Affare sporco         | 25 febbraio 2014 | 27 aprile 2015  |
| 8  | Whistle Past the Graveyard | Viaggio in Messico    | 4 marzo 2014     | 27 aprile 2015  |
| 9  | Wrong Roads                | La via per l'inferno  | 11 marzo 2014    | 4 maggio 2015   |
| 10 | Weight                     | Patto di sangue       | 18 marzo 2014    | 4 maggio 2015   |
| 11 | The Toll                   | Il prezzo da pagare   | 25 marzo 2014    | 11 maggio 2015  |
| 12 | Starvation                 | Il fascicolo di Boyd  | 1º aprile 2014   | 11 maggio 2015  |
| 13 | Restitution                | Rimedi estremi        | 8 aprile 2014    | 18 maggio 2015  |